# مهرجان وجوائز الحصان الذهبي السينمائي
مهرجان وجوائز تايبيه جولدن هورس السينمائية هو مهرجان سينمائي وحفل توزيع جوائز يقام سنويًا في تايوان . تأسس في عام 1962 من قبل مكتب الإعلام الحكومي في تايوان. يقام حفل توزيع الجوائز عادة في نوفمبر أو ديسمبر في تايبيه، على الرغم من أن المكان قد تغيّر في جميع أنحاء الجزيرة في الآونة الأخيرة.

## روابط خارجية
- مهرجان وجوائز الحصان الذهبي السينمائي على موقع IMDb (الإنجليزية)